# 16074 Georgekaplan
16074 Georgekaplan è un asteroide della fascia principale. Scoperto nel 1999, presenta un'orbita caratterizzata da un semiasse maggiore pari a 2,6462176 UA e da un'eccentricità di 0,0723315, inclinata di 2,42082° rispetto all'eclittica.